# Certeju de Sus
Certeju de Sus é uma comuna romena localizada no distrito de Hunedoara, na região histórica da Transilvânia. A comuna possui uma área de 86.95 km² e sua população era de 3327 habitantes segundo o censo de 2007.